# Thorgy Thor
Thorgy Thor és el nom artístic de Shane Thor Galligan, una drag queen i músic nord-americà que va cridar l'atenció internacional a la vuitena temporada de RuPaul's Drag Race i a la tercera temporada d' All Stars .

## Primers anys de vida
Galligan va estudiar música a la Universitat de Hartford Hartt School de Connecticut abans de graduar-se a la Universitat Estatal de Nova York, Purchase amb una llicenciatura en música tant en interpretació de viola com de violí el 2006. També sap tocar el violoncel.
La seva mare, Elaine Frantzen Galligan (nascuda el 22 de març de 1953), va morir de càncer el 20 de març de 2005.

## Carrera
Thorgy Thor es va traslladar a Brooklyn el 2006 i es considera una reina de Brooklyn. Ha dit que l'estil de drag de Brooklyn ha contribuït a la seva estètica.
La seva primera actuació drag de Galligan va ser com Frank N. Furter de The Rocky Horror Show. També va ser Marvel Ann a la versió teatral de Psycho Beach Party. El seu nom d'arrossegament original era Shananigans; com Thorgy Thor va guanyar el premi LEGEND als Brooklyn Nightlife Awards 2014.
Després d'haver fet una audició per a Drag Race des de la primera temporada, Galligan, com Thorgy Thor, es va anunciar que competiria a la vuitena temporada de RuPaul's Drag Race l'1 de febrer de 2016. Va quedar sisè de dotze en general, perdent davant Chi Chi Devayne al setè episodi. Thorgy va ser portat de nou per a la tercera temporada de RuPaul's Drag Race: All Stars, revelada el 20 d'octubre de 2017. Thorgy va ser eliminat al novè lloc per la reina Shangela de la temporada 2 i 3 .
Thorgy Thor apareix amb BeBe Zahara Benet, Jujubee i Alexis Michelle a l'especial de TLC Drag Me Down the Aisle, que es va emetre el 9 de març de 2019. L'especial es va ampliar en una sèrie completa titulada Dragnificent! que es va estrenar el 19 d'abril del 2020.